# Ann Wigmore
Ten artykuł opisuje teorie, metody lub czynności niezgodne ze współczesną wiedzą medyczną.
Ann Wigmore (ur. 4 marca 1909, zm. 16 lutego 1994 w Bostonie) – litewsko-amerykańska praktyczka medycyny holistycznej, naturopatką i popularyzatorką surowej żywności.
Pod wpływem teorii „powrotu do natury” Maximiliana Birchera-Bennera, Ann Wigmore uważała, że rośliny zawierają więcej energii słonecznej (siły witalnej) niż produkty pochodzenia zwierzęcego i że trawa pszeniczna może oczyszczać organizm. Krytykowała również domieszki do żywności. Chociaż Fundacja Ann Wigmore otrzymała akredytację jako organizacja non-profit, wiele z jej twierdzeń zostało uznanych za znachorstwo, a jej kwalifikacje nigdy nie zostały potwierdzone jako prawdziwe.

## Kontekst historyczny
Wigmore zainspirowała się częściowo ideami Maximiliana Birchera-Bennera (1867–1939). W młodym wieku pozostawał on pod wpływem niemieckiego ruchu Lebensreform, który postrzegał cywilizację jako zepsutą i dążył do „powrotu do natury”. Ruch ten popierał medycynę holistyczną, nudyzm, różne formy duchowości, swobodną miłość, ćwiczenia i inne formy aktywności na świeżym powietrzu, a także żywność, którą uznano za bardziej „naturalną”. Bircher-Benner ostatecznie przyjął dietę wegetariańską, po czym poszedł dalej i uznał, że surowa żywność jest tym, co ludzie naprawdę powinni jeść. Był on pod wpływem idei Charlesa Darwina, który twierdził, że ludzie są po prostu innym gatunkiem zwierząt, zaznaczając, że inne zwierzęta nie gotują swojego pokarmu.
W 1904 roku Bircher-Benner otworzył w górach pod Zurychem sanatorium pod nazwą „Lebendinge Kraft” lub „Vital Force” – termin techniczny w ruchu Lebensreform, który dotyczył przede wszystkim energii słonecznej; on i inni wierzyli, że energia ta była bardziej „skoncentrowana” w roślinach, niż w mięsie, i zmniejszała się pod wpływem gotowania. Pacjenci kliniki byli karmieni surową żywnością, w tym musli, które tam produkowano. Chociaż idee te były odrzucane przez naukowców i ówczesną medycynę jako znachorstwo, zdobyły zwolenników w niektórych środowiskach.

## Kariera
Wigmore była jedną z pierwszych osób, które spopularyzowały idee surowej żywności w USA.
Motywowały ją również biblijna historia króla Nabuchodonozora, opisaną w Księdze Daniela 4:33, która głosiła, że „został on wygnany od ludzi i jadł trawę jak wół, a jego ciało było mokre od rosy niebios, aż jego włosy wyrosły jak orle pióra, a jego paznokcie jak ptasie pazury”, jak również psy jedzące trawę, podczas choroby. Ann mówiła także, że wiedzę o ziołach i naturalnych środkach zaradczych zdobyła w dzieciństwie na Litwie, obserwując swoją babcię.
W latach 40. Wigmore zaczęła promować korzyści wynikające ze spożywania trawy pszenicznej i innych surowych pokarmów w celu „detoksykacji”, usuwając to, co uważała za trucizny, „nienaturalne” gotowane pokarmy i dodatki do żywności wprowadzone przez społeczeństwo przemysłowe; wierzyła, że ta dieta daje możliwość i wspomaga organizm w procesie samoleczenia. Wierzyła, że świeży sok z trawy pszenicznej i świeże warzywa – a zwłaszcza chlorofil – zachowują więcej swojej pierwotnej energii i potencji (forma witalizmu), gdy są nieugotowane i spożywane niezwłocznie po ich zebraniu.
Jak podaje National Council against Healthcare Fraud: „Wigmore twierdziła, że posiada tytuł Doctor of Divinity (DD) z College of Divine Metaphysics w Indianapolis. Niekiedy posługiwała się również tytułem doktora filozofii (PhD) oraz doktora naturopatii (ND). Wygląda na to, że żaden z jej dyplomów nie pochodził z akredytowanych szkół”.
W połowie lat 60. Wigmore, jako „Reverend Ann Wigmore” i Rising Sun Christianity, Inc, które kontrolowała, kupiła nieruchomość przy Exeter Street nr 25 w bostońskiej dzielnicy Back Bay, gdzie sama zamieszkała, a przedsiębiorstwo Rising Sun Christianity, Inc miała biuro, na co wskazywały napisy na szybach i drzwiach. Założyła również „The Ann Wigmore Foundation Inc”, która w 1970 r. otrzymała akredytację jako organizacja non-profit od IRS. W 1974 r. „Rising Sun Christianity” złożyła wniosek do miasta o przekształcenie nieruchomości w kościół, szkołę holistyczną i mieszkania i otrzymała zgodę na okres pięciu lat, a następnie został przedłużony w 1980 r.
W 1982 roku Rising Sun Christianity, Inc wykupił budynek obok i zmienił nazwę na „Hippocrates Health Institute, Inc.”. W tym samym roku Ann została pozwana przez prokuratora generalnego Massachusetts za promowanie lekarstwa na cukrzycę i za przekonywanie, że może sprawić, iż dzieci nie będą musiały być szczepione; po przegranej sprawie sądowej zrezygnowała z tych twierdzeń.
W roku 1987 zarządzanie Hippocrates Health Institute przejął Brian Clement i przeniósł go z Bostonu do West Palm Beach na Florydzie.
Wigmore założyła „Ann Wigmore Natural Health Institute Inc” w Puerto Rico, gdzie ludzie mogli korzystać z medycyny alternatywnej lub brać udział w szkoleniach z jej metod.
Po śmierci Wigmore fundacja przeniosła się do Nowego Meksyku i w 2012 r. straciła akredytację IRS jako organizacja non-profit.
Brian Clement, który później zdobył niemedyczny doktorat oraz kontrolowany przez niego Instytut Zdrowia Hipokratesa uzyskał 60 akrów ziemi w West Palm Beach i oferował mieszkańcom sok z trawy pszenicznej, zastrzyki witamin, suplementy diety, kąpiele stóp w celu usunięcia toksyn, dietę surową i różne inne zabiegi, niektóre uważane za alternatywne metody leczenia raka.

## Znachorstwo
Wigmore była zwolenniczką astrologii, duchowego uzdrawiania i innych pseudonaukowych teorii. Uważała, że chlorofil zawarty w trawie pszenicznej odtruwa organizm i ma uzdrawiającą moc. Jej twierdzenia dotyczące trawy pszenicznej zostały określone jako znachorstwo.
W 1980 roku, US House of Representatives Select Committee on Aging rozpoczęło czteroletnie śledztwo w sprawie oszustw w dziedzinie opieki zdrowotnej, których ofiarami byli starsi ludzie. Ich odkrycia zostały opublikowane w 1984 roku w raporcie zatytułowanym „Quackery, a $10 Billion Scandal”, powszechnie nazywanym „The Pepper Report” od nazwiska przewodniczącego komisji Claude’a Peppera.
Komisja posiadała zeznania zdesperowanej kobiety, która zdecydowała się na leczenie raka jej męża przez Stevena i Ellen Haasz, uczniów Wigmore, w placówce Wigmore w Bostonie, zamiast standardowej opieki szpitalnej, którą Haaszowie stanowczo odradzali. Powiedziała: „Wiem teraz, że byłam głupia słuchając Haasza i wydając około 2000 dolarów, włączając w to podróż do Bostonu, na rzeczy związane z surowym jedzeniem. Ale mój mąż i ja byliśmy małżeństwem przez 37 lat i kiedy zachorował, szukałam magii. Ich fałszywe obietnice mogły faktycznie skrócić kilka dni życia mojego męża”.
Wigmore została pozwana przez Departament Prokuratora Generalnego Massachusetts w 1988 roku za publikowanie broszur twierdzących, że oferuje lekarstwo na AIDS. Twierdziła, że AIDS powstaje z „niezdolności organizmu do przyswajania spożywanego pokarmu” i za około 400 dolarów (około 700 dolarów w 2016 roku) sprzedawała lekcje przygotowywania „energetycznej zupy enzymatycznej”, która według niej pozwalała organizmowi osoby zakażonej całkowicie pozbyć się wirusa. Została natomiast zwolniona z zarzutów na podstawie Pierwszej Poprawki, ponieważ twierdzenia te nie zostały uznane za roszczenia handlowe, ale nakazano jej, aby nie przedstawiała się jako lekarz wykwalifikowany do leczenia chorób i schorzeń.
Dydaktyk zdrowotny William T. Jarvis zauważył, że:
W 1988 roku prokurator generalny Massachusetts pozwał Wigmore za twierdzenie, że jej „zupa z enzymów energetycznych” może wyleczyć AIDS. Sędzia hrabstwa Suffolk, Robert A. Mulligan, orzekł, że poglądy Wigmore na temat sposobów walki z AIDS są chronione przez Pierwszą Poprawkę, ale nakazał jej zaprzestać reprezentowania siebie jako lekarza lub osoby licencjonowanej w jakikolwiek sposób do leczenia chorób. Nie po raz pierwszy Wigmore naraziła się na naruszenie prawa. W 1982 roku prokurator generalny Massachusetts pozwał Wigmore za twierdzenie, że jej program może zredukować lub wyeliminować potrzebę stosowania insuliny u diabetyków i może wyeliminować potrzebę rutynowych szczepień ochronnych u dzieci. Po przegranej w sądzie zrezygnowała z tych twierdzeń.

## Życie osobiste
25 grudnia 1930 roku, Anna Marie poślubiła Everetta Arnolda Wigmore’a (1907-1969), ze Stoughton, Massachusetts, gdzie mieszkali podczas swojego małżeństwa. Mąż zajmował się rodzinnym biznesem kamieniarskim. 9 lipca 1941 r. urodziła im się córka, Wilma Edith Wigmore. 12 stycznia 1942 r. Wigmore została obywatelką Stanów Zjednoczonych. Wigmore’owie rozwiedli się w latach 50. – 60. XX w.
Wigmore zmarła w Bostonie 16 lutego 1994 roku w wyniku zatrucia dymem podczas pożaru w budynku Ann Wigmore Foundation przy Commonwealth Avenue 196. Była autorką około dwudziestu pięciu książek i propagowała swoje idee na wykładach w USA, Kanadzie i Europie.

## Wybrane publikacje
- The Sprouting Book: How to Grow and Use Sprouts to Maximize Your Health and Vitality (1986);
- The Wheatgrass Book: Jak uprawiać i używać trawy pszenicznej, aby zmaksymalizować swoje zdrowie i witalność (1985);
- Dieta Hipokratesa i Program Zdrowia: Naturalna dieta i program zdrowotny dla kontroli wagi, zapobieganie chorobom (1983);
- Przepisy na dłuższe życie: Ann Wigmore’s Famous Recipes for Rejuvenation and Freedom from Degenerative Diseases (1982).